# Tilly Edinger
Johanna Gabrielle Ottilie "Tilly" Edinger (Fráncfort del Meno, 13 de noviembre de 1897 – Cambridge, 27 de mayo de 1967) fue una paleontóloga germano-estadounidense fundadora de la paleoneurología.

## Vida personal

### Infancia
Edinger nació en una familia judía rica en 1897. Su padre, Ludwig Edinger, fundó Frankfurt, el primer instituto de investigación neurológica, proporcionando a Edinger múltiples contactos en la comunidad científica que ayudaron a impulsar su carrera. Era la menor de tres hermanos. Su hermano Fritz fue asesinado durante el Holocausto y su hermana, la Dr. Dora Lipschitz, emigró a los Estados Unidos. Durante la adolescencia, Edinger empezó para perder audición. Necesitaba audífonos, y ya de adulta era completamente sorda y no podía oír sin ellos. Edinger se educó en Schiller-Schule, una escuela secundaria para chicas en Fráncfort. En 1916, Edinger estudió en la Universidad de Heidelberg y en la Universidad de Múnich para especializarse en zoología, pero luego pasó a geología/paleontología. Edinger comenzó a trabajar en una tesis doctoral en 1920 con su mentor Fritz Drevermann en la Universidad de Fráncfort. En 1921, partes de su tesis doctoral fueron publicadas en la revista Senckenbergiana. Después de terminar sus estudios, Edinger trabajó en el Instituto Geológico-Paleontológico de la Universidad de Fráncfort como una trabajadora no remunerada "Voluntaria-Asistente" (1921-1927). Edinger continuó trabajando como conservadora no remunerada en el Museo Senckenberg (1927-1938).

### Vida adulta
Edinger comenzó su carrera profesional en 1921 como asistente de investigación en paleontología en la Universidad de Fráncfort, un puesto que ocupó hasta 1927. Ese año, se trasladó a un puesto de conservadora en paleontología de vertebrados en el Museo Senckenberg donde continuó trabajando hasta que en 1938, su puesto le permitió pasar tiempo investigando y estudiando vertebrados. Mientras estuvo allí, escribió la obra fundacional de paleoneurología, Die Fossilen Gehirne (Cerebros de Fósil), que se basó en su descubrimiento de que los cerebros de mamíferos dejaron huellas en cráneos fósiles, permitiendo a los paleoneurologos discernir su anatomía. Utilizó endoprótesis para examinar el interior de la caja del cerebro, un método que influyó en el estudio. Estuvo fuertemente influida en su trabajo por Otto Schindewolf, Louis Dollo y Friedrich von Huene, paleontólogos vertebrados contemporáneos. Siendo judía, su carrera en Alemania se hizo mucho más difícil de llevar a cabo cuando el Partido Nazi aumentó su poder en 1933 y empezó aplicar "leyes raciales" apuntando a la población judía. Durante los siguientes cinco años, continuó trabajando en secreto en el Museo Senckenberg bajo la protección del director de Museo, Rudolf Richter. Sin embargo, el 9 y 10 de noviembre de 1938, durante la noche de la "Kristallnacht", fue descubierta y el 11 de noviembre se vio obligada a considerar la posibilidad de emigrar a otro país. En diciembre de 1938, Phillipp Schwartz, exprofesor de la Universidad de Frankfurt, utilizó su anteriormente establecida Sociedad de Cooperación Alemana en el Extranjero para proporcionar ayuda a Edinger. A través de esta sociedad, fue contratada como traductora en Londres en mayo de 1939.[5][3]
El 11 de mayo de 1940, llegó a Nueva York, casi inmediatamente después se trasladó a Massachusetts para ocupar un puesto en el Museo de Zoología Comparada de Harvard, donde publicó su segundo trabajo de importancia, La Evolución del Cerebro Caballar en 1948, tres años después de convertirse en ciudadana de los EE. UU. Se despidió de Harvard durante el año académico 1944-1945 para ser profesora de anatomía comparativa en la Universidad Wellesley, una posición a la que renunció tras un grave deterioro de su audición. El trabajo de Edinger sobre cerebros fósiles de caballos mostró que la evolución era un proceso de ramificación, ya que las estructuras podían evolucionar de forma independiente, como el cerebro de gran tamaño que se encuentra en los mamíferos avanzados.[5]Esto desafió la teoría prevaleciente de la época, anagenesis, y condujo a la comprensión moderna, cladogenesis.[10] En 1963 y 1964, Edinger fue elegida presidenta de la Sociedad de Paleontología de Vertebrados, lo que refleja su prominencia en este campo. Las espinas lisas (tilly bones), espesas espinas en las columnas vertebrales de algunas especies de peces, son nombradas en su honor.[6] Durante su estancia en Cambridge, Edinger solía volver a Frankfurt para visitarla, ya que era muy leal a su ciudad natal por haberle otorgado un título honorífico. El 27 de mayo de 1967 planeaba visitar de nuevo Frankfurt, debido a su sordera, ella no se enteró de que venía un vehículo en sentido contrario y fue mortalmente atropellada.

## Educación
Su educación inicial fue impartida por una institutriz en francés e inglés; su primera escolarización formal fue escuela secundaria para mujeres de Fráncfort, el Schiller-Schule. Su padre no apoyó el interés de Tilly por la neurología debido a su género. Sin embargo, la ayudó a encontrar las conexiones correctas para avanzar en su carrera. A pesar de su desaprobación, se matriculó en la Universidad de Heidelberg y en la Universidad de Múnich en 1916, donde estudió hasta que 1918 que empezó sus estudios de doctorado en la Universidad de Fráncfort. Su estudio del cerebro del Nothosaurus, un reptil marino de la era Mesozoica, la hizo merecedora de un doctorado en zoología en 1921.[6][3]
| Fecha de inicio | Fecha de llegada | Escolar                  | Asunto @Subject    |
| Pre 1909        | Mid 1915         | Institutriz              | Educación temprana |
| Pre 1909        | Mid 1915         | Tutor privado            | Educación temprana |
| 1909            | 1916             | Schiller-schule          | Secundario         |
| 1916            | 1918             | Heidelberg Universidad   | Correo-secundario  |
| 1916            | 1918             | Universidad de Múnich    | Correo-secundario  |
| 1918            | 1921             | Universidad de Fráncfort | Doctorado          |

## Legado científico

### Paleoneurología
Edinger creó este concepto de neurología y paleontología en la década de 1920 en Alemania. Para ello, integró la anatomía comparativa y la estratigrafía de secuencias. También introdujo el concepto de tiempo en la neurología y cambió lo que entonces era la comprensión científica del cerebro de los vertebrados.

### Cerebros de la Antigüedad
Los "cerebros fósiles" de Edinger discutieron la relación entre el cerebro, la caja cerebral del cráneo que sostenía el cerebro y el encapsulado que era el molde interno de un objeto hueco.Su importancia en el tema preexistente de las endoprótesis fue que observó la relación entre el cerebro y las diferentes clases de vertebrados en lugar de descartar la noción de que la endoprótesis no era de uso confiable. Ella introdujo sus ideas en su primera publicación en 1921 que trató sobre el cerebro de cocodrilo y su caja cerebral. En su trabajo sobre la paleoneurología de los anfibios, la autora profundizó en los siguientes aspectos con Alfred S. Romer. En este trabajo compararon el cerebro y las endoprótesis de los anfibios modernos, lo que les ayudó a conectar las diferencias sistemáticas y funcionales.

### Evolución de cerebro
Su padre, Ludwig Edinger, identificó áreas antiguas y modernas del cerebro de los vertebrados y ella se basó en sus ideas introduciendo el concepto de tiempo que trajo la aparición de la estratigráfica. Ella trajo a colación la noción de que la anatomía antigua no estaba presente en los vertebrados vivos, por lo que requirió la determinación de la progresión de la innovación en el uso de los fósiles. Sus comparaciones neonatológicas fueron cuestionadas por George Gaylord Simpson y debido a esto, sugirió un fuerte análisis de la ampliación del cerebro y los patrones de sulfatación cortical y cómo aparecen de forma independiente. Ella también observó que las innovaciones neurales y osteológicas en los caballos no ocurrían al mismo tiempo o a la misma velocidad que en otros sistemas corporales, argumentando además su punto de vista.

### Colocación del cerebro
Antes de la investigación de Edinger, las descripciones de las endoprótesis se limitaban a reportes de tamaño y convulsiones cerebrales. Como tenía mucha experiencia en el campo de la neuroanatomía, Edinger pudo retirar información adicional de las endoprótesis, como la entrada neuronal. Lo hizo evaluando los diferentes órganos sensoriales del cerebro para predecir las capacidades de los pterosaurios. Lo más sorprendente es que mantuvo una larga disputa con su colega de Princeton, Glenn "Jep" Jepsen. Los dos argumentaron sobre si un caso cerebral fósil y un encapsulado pertenecían a un carnívoro o a un murciélago primitivo. Sin embargo, la naturaleza de esta disputa seguía siendo amistosa, como se ilustra en un poema escrito por Jepsen.

### Medida de cerebro
Otra contribución notable del legado científico de Edinger fueron sus fuertes críticas a las interpretaciones de Othniel Charles Marsh sobre las “Leyes Generales de Crecimiento de Cerebro”. Mientras Marsh argumentó que el tamaño del cerebro se incrementó desde la era Mesozoica y la Cenozoica, ella postuló que no se puede comparar el tamaño cerebral de animales de diferentes orígenes. Para apoyar su argumento, Edinger observó que a medida que el tamaño del cuerpo aumentaba durante el Período Terciario, el tamaño del cerebro en realidad disminuía en comparación con el tamaño del cuerpo. Sin embargo, debido a que Marsh no tomó en cuenta el tamaño del cuerpo, y Edinger no tomó en cuenta la escala alométrica, ninguno de los dos pudo llegar a una conclusión definitiva sobre el tamaño del cerebro.

## Culminación de su carrera

### Premios

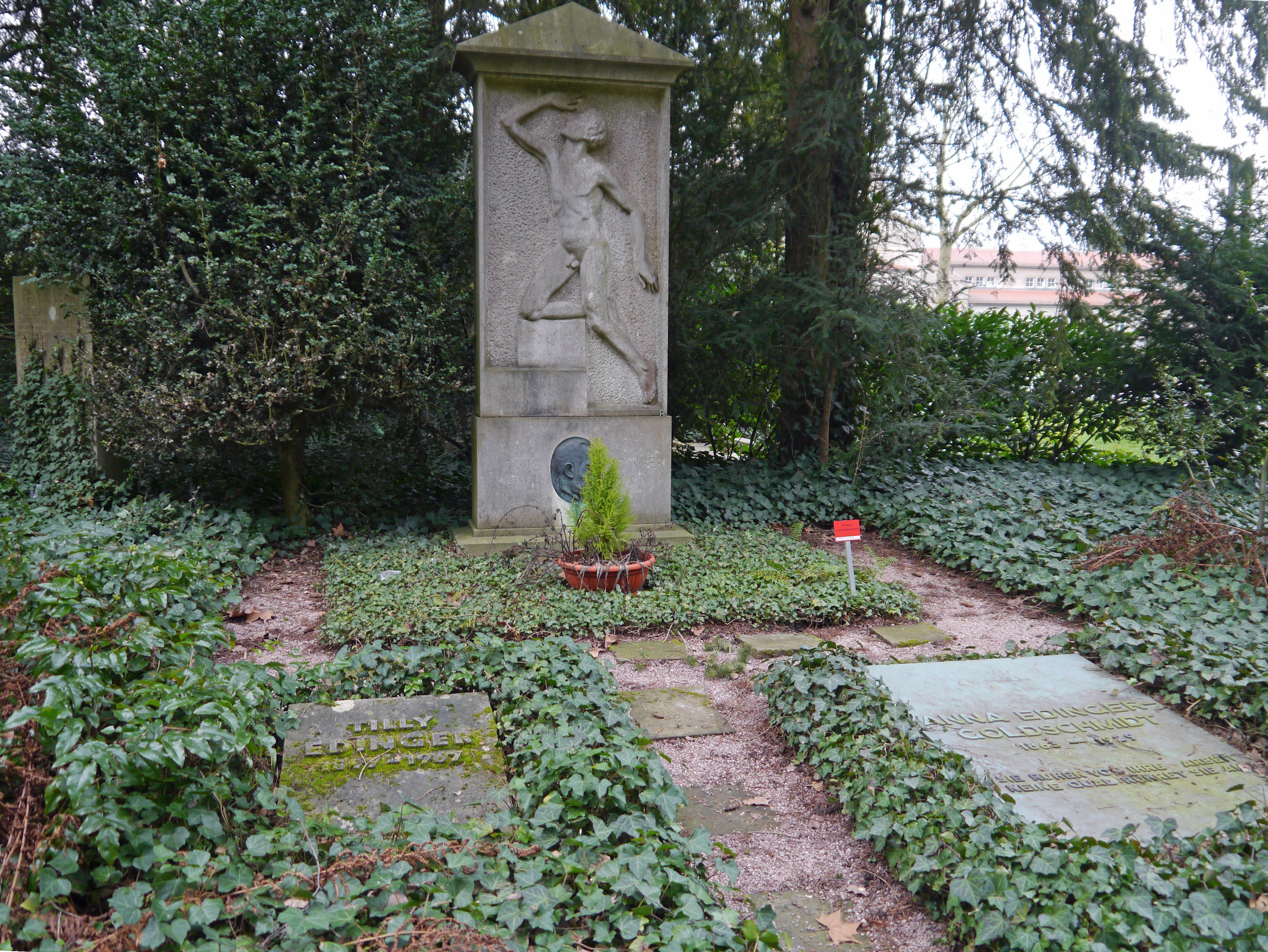
Tumba deTilly Edinger

A lo largo de su vida, Edinger fue distinguida por varias organizaciones por su trabajo pionero.Recibió una beca de la Fundación Guggenheim entre 1943 y 1944, así como otra de la Asociación americana de Mujeres Universitarias entre 1950-1951. Fue nombrada socia de la Academia americana de Artes y Ciencias en 1953. Varias universidades también le otorgaron doctor honoris causa por sus logros, entre ellos Wellesley (1950), la Universidad de Giessen (1957), y su alma mater, la Universidad de Fráncfort (1964). Además de ser presidenta de la Sociedad de Paleontología de Vertebrados, fue miembro de otras sociedades científicas, entre ellas laSociedad para el Estudio de Evolución, el Sociedad Paleontológica alemana, y la Sociedad de la NaturalezaSenckenberg. Murió el 27 de mayo de 1967 en Cambridge, Massachusetts de lesiones graves en la cabeza causadas por un accidente de tráfico.[10][22] Como consecuencia de su muerte, Edinger no pudo completar su último trabajo, The Comprehensive Summary of Paleoneurology, este volumen fue completado más tarde por algunos de sus colegas y publicado después de la muerte de Edinger.
| Año de premio | Institución                                    | Tipo de premio       |
| 1943 - 1944   | Guggenheim Fundación                           | Beca                 |
| 1950 -1951    | Asociación americana de Mujeres Universitarias | Beca                 |
| 1950          | Wellesley Universidad                          | Doctor honoris causa |
| 1957          | Universidad de Giessen                         | Doctor honoris causa |
| 1964          | Universidad de Fráncfort                       | Doctor honoris causa |
|               | Justus Liebig Universidad                      | Doctor honoris causa |
|               | Universidad de Goethe de Wolfgang de Johann    | Doctor honoris causa |

### Publicaciones
Edinger fundó la paleoneurología moderna Museo Senckenberg de Fráncfortl. El marco teórico de la evolución cerebral de O.C Marsh inspiró a Edinger. Durante su estancia en el Naturmuseum Senckenberg, estudió vertebrados y escribió la obra fundacional Die Fossilen Gehirne. Descubrió que la materia cerebral dejaba huellas en los cráneos y esta fue la base de su publicación. Durante su estancia en el Museo de Zoología Comparada de Harvard, publicó La Evolución del Cerebro Caballar. Edinger también contribuyó en la bibliografía de los fósiles vertebrados para el Museo de Zoología Comparativa.
| Año  | Publicación                               | Asunto @Subject                  |
| 1930 | Dado Fossilen Gehirne “Cerebros de Fósil” | Cráneos de fósil                 |
| 1948 | La Evolución del Cerebro Caballar         | Evolución de cerebro del caballo |
| 1950 | Cerebros del Odontognathae                | Pájaro y cerebros reptiles       |

## Lecturas complementarias
- Lang G., Harry (1995). Deaf persons in the arts and sciences : a biographical dictionary. Westport, Connecticut: Greenwood Press. p. 423. ISBN 9780313291708. OCLC 31374052.